# Estadi Sammy Ofer
L'Estadi Sammy Ofer (en hebreu: אצטדיון סמי עופר) és un estadi de futbol situat en la ciutat de Haifa, a l'Estat d'Israel. És la llar dels clubs Maccabi Haifa FC i Hapoel Haifa FC que disputen la Lliga israeliana de futbol, posseeix una capacitat per 30.858 espectadors i va reemplaçar a l'antic i antiquat estadi Kiryat Eliezer. El nou recinte deu el seu nom a l'empresari naval israelià Sammy Ofer, que va donar 20 milions de dòlars per a la construcció de l'estadi, recinte que va ser inaugurat el 15 de setembre de 2014.

## Partits internacionals
- Partits de la selecció de futbol israeliana que han tingut lloc a l'estadi.

Imatge panoràmica de l'estadi.

| Data                   | Equip local | Resultat | Equip visitant       | Competició                                | Espectadors |
| 16 de novembre de 2014 | Israel      | 3 - 0    | Bòsnia i Hercegovina | Classificació Eurocopa 2016               | 31.000      |
| 28 de març de 2015     | Israel      | 0 - 3    | Gal·les              | Classificació Eurocopa 2016               | 31.000      |
| 3 de setembre de 2015  | Israel      | 4 - 0    | Andorra              | Classificació Eurocopa 2016               | 22.000      |
| 5 de setembre de 2016  | Israel      | 1 - 3    | Itàlia               | Classificació Copa del Món de Futbol 2018 | 31.000      |